# Чудесное научение грамоте отрока Варфоломея
Чудесное научение грамоте отрока Варфоломея — условное название события, описанного в известном литературном памятнике — житии Сергия Радонежского, составленном его учеником Епифанием Премудрым. Совершившееся чудо, согласно житию, позволило отроку Варфоломею, будущему преподобному Сергию, овладеть грамотой, которая прежде не давалась ему.
Изображается на клеймах житийных икон преподобного Сергия.
Легло в основу знаменитой картины Нестерова «Видение отроку Варфоломею» и памятника Сергию Радонежскому работы скульптора Вячеслава Михайловича Клыкова.

## Описание (в изложении Епифания)

### Предыстория
В крещении будущий святой получил имя Варфоломей и был одним из трёх сыновей Кирилла и Марии: «первый Стефан, второй — этот Варфоломей, третий Пётр…» В свой срок юного Варфоломея отдали обучаться грамоте, но учёба не продвигалась: 

Стефан и Пётр быстро изучили грамоту, Варфоломей же не быстро учился читать, но как-то медленно и не прилежно.
Старания учителя не приносили плода: «отрок не слушал его и не мог научиться». Варфоломея бранили родители, учитель наказывал, товарищи укоряли, он же «со слезами молился Богу».

### Научение грамоте Варфоломея
Житие преподобного так описывает его научение грамоте:

Однажды отец послал его искать лошадей. …когда он послан был отцом своим Кириллом искать скот, он увидел некоего черноризца, старца святого, удивительного и неизвестного, саном пресвитера, благообразного и подобного ангелу, на поле под дубом стоящего и прилежно со слезами молящегося.
По окончании молитвы старца Варфоломей сообщил ему о своём желании знать грамоту и неспособности одолеть её, а затем попросил его: «святой отче, помолись за меня Богу, чтобы смог я научиться грамоте». Старец после усердной молитвы подал мальчику кусок святой просфоры, Варфоломей же «открыл уста и съел то, что ему было дано». Старец предсказал ему, что с этого дня он будет знать грамоту лучше своих братьев и сверстников.
Старец хотел уйти, но Варфоломей «со слезами его молил, чтобы поселился старец в доме родителей его». Удивлённый старец поспешил войти в дом его родителей. Гостю была предложена пища, однако старец прежде трапезы «вошёл в молитвенный храм, то есть в часовню», взяв с собой и Варфоломея, которому велел читать псалом. Мальчик отказывался, старец же ответил, что с этого дня Господь дарует ему знание грамоты. «И случилось тогда нечто удивительное: отрок, получив благословение от старца, начал петь псалмы очень хорошо и стройно; и с того часа он хорошо знал грамоту». Родители и братья Варфоломея удивились произошедшей с ним перемене и «прославили Бога, давшего ему такую благодать».
Когда Варфоломей со старцем вышли из часовни, родители поставили перед старцем пищу. Старец по окончании трапезы благословил родителей и хотел уйти, но они упросили его задержаться. Их тревожил вопрос о том, что означает чудо, которое предшествовало рождению Варфоломея: 

…незадолго до рождения его, когда мать была в церкви, трижды прокричал он в утробе, при народе, в то время, когда святую пели литургию.
Старец же ответил родителям, что их сына  «Бог избрал до рождения его». Затем старец сообщил, что после его ухода они сами убедятся в том, что Варфоломей «хорошо знает всю грамоту и все святые книги понимает». Он добавил, что сын их будет «славен перед Богом и людьми из-за своей добродетельной жизни». Наконец, старец произнес: 

Сын ваш будет обителью Святой Троицы и многих приведёт вслед за собой к пониманию Божьих заповедей.
После этих слов старец ушел от них. «Родители же провожали его до ворот; он же внезапно стал невидимым».
Так рассказывает о том, как будущий преподобный Сергий научился грамоте, его самый первый биограф — Епифаний Премудрый.

## Отражение в искусстве
Описанное событие нашло отражение в иконописи. В частности, второе клеймо иконы Преподобного Сергия Радонежского из собрания музея имени Андрея Рублёва, происходящей из местного ряда иконостаса Успенского собора города Дмитрова Московской области, изображает именно научение грамоте отрока Варфоломея.
Этот же рассказ лёг в основу знаменитой картины «Видение отроку Варфоломею» работы художника Михаила Васильевича Нестерова.
Его отразил и памятник Сергию Радонежскому работы скульптора Вячеслава Михайловича Клыкова, установленный в Радонеже, недалеко от церкви Преображения Господня, в 1988 году, — трёхметровая фигура старца с высеченным в центре рельефным изображением мальчика, держащего в руках икону Троицы.

## Критика
Интерпретация чудес, точнее, сообщений о чудесах, зависит, конечно же, от мировоззренческой позиции интерпретатора (истолкователя). Очевидно, что материалистически настроенный исследователь, скорее всего, либо предпочтёт отвергнуть или игнорировать информацию о чудесах, либо попытается дать ей какое-то иное (символическое, аллегорическое) толкование.
К примеру, «Энциклопедический словарь Брокгауза и Ефрона» так описывал обучение Варфоломея: «Сначала обучение его грамоте шло весьма неуспешно, но потом благодаря терпению и труду он успел ознакомиться со Священным писанием и пристрастился к церкви и иноческому житию».